# ドラジェン・フラスティッチ

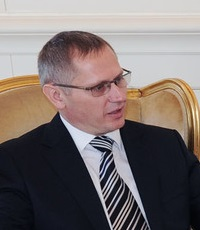
ドラジェン・フラスティッチ大使（2011年）

ドラジェン・フラスティッチ（クロアチア語: Dražen Hrastić、英語: Drazen Hrastic、1968年9月14日 - ）は、防衛官僚出身のクロアチアの外交官、大使。祖国戦争（クロアチア独立戦争）の時代に国防省へ入省。戦争末期に内務省 へ転省して首都ザグレブ郊外のヴァラジュディンで地域警察局担当官を務めたが、祖国戦争終結後には再び国防省へ戻り、ヴァラジュディンやザグレブの本省で要職を歴任。2003年に国防省から外務省（現・外務欧州省）へ転省し、タリバン政権崩壊後のアフガニスタンに赴任して復興支援に携わる。その後、ブリュッセルの北大西洋条約機構（NATO）クロアチア政府代表部公使参事官や在トルコ大使を経て、2015年より駐日大使を務めている。
ザグレブ大学出身。母国語のクロアチア語に加えて、英語・ドイツ語・フランス語に堪能。既婚で2児の父。
駐日大使在任中の2019年10月22日、皇居正殿松の間で今上天皇の即位礼正殿の儀が執り行われ、ジェリコ・ライネル議会副議長と共に参列した。
2020年8月6日、原爆投下から75年目を迎える広島で開催された平和記念式典に参列し、原爆死没者への哀悼と平和への祈りを捧げた。

## 経歴
- 1993年3月～1994年7月: 国防省 ザグレブ地域局アドバイザー[1][2]
- 1994年7月～1995年7月: 内務省（クロアチア語版、英語版） ヴァラジュディン地域警察局担当官[1][2]
- 1995年7月～1999年8月: 国防省 ヴァラジュディン地域局アドバイザー兼動員課長代理、人事課長[1][2]
- 1999年9月[6]～2003年9月: 国防省 国際防衛協力部防衛政策企画課二国間協力 担当官[1][2]
- 2001年～2003年: 国防省 分析班長[1]
- 2003年6月～9月: 国防省 総局長[1]
- 2003年9月[7]～2004年12月: 外務省（クロアチア語版、英語版）（現・外務欧州省） 多国間問題課協調的安全保障・軍備管理班長[1][2]
- 2005年1月～10月: 国際治安支援部隊地方復興チーム（ISAF PRT）アフガニスタン・バダフシャーン州ファイザバード地方復興チーム文民次長[1][2]
- 2005年10月～2007年7月: 北大西洋条約機構（NATO）文民代表部 文民代表政治アドバイザー カーブル[1][2]
- 2007年10月～2011年2月[8]: 北大西洋条約機構（NATO）クロアチア政府代表部公使参事官、次席常駐代表[1][2]
- 2011年3月～2015年9月: アンカラ常駐の在トルコ大使（クロアチア語版）兼在アゼルバイジャン大使（クロアチア語版）兼在アフガニスタン大使（クロアチア語版）兼在ウズベキスタン大使（クロアチア語版）兼在トルクメニスタン大使（クロアチア語版）[1][2]
- 2015年12月25日～: 東京常駐の駐日大使（クロアチア語版）[1][2][9]